# Мун Сонмин
Мун Сонмин (кореј. 문선민; Сеул, 9. јун 1992) јужнокорејски је фудбалер који тренутно наступа за Инчон јунајтед и репрезентацију Јужне Кореје на позицији офанзивног везног.

## Клупска каријера

### Почетак каријере
Након завршетка средње школе 2010, Мун је постао такмичења Шанса 2011, које је спонорисала компанија најк. Био је један од осам побједника такмичења, који су добили прилику да се преселе у Енглеску и придруже се најк академији тог љета.

### Естерсунд
Године 2012, Муна је потписао клуб из Треће лиге Шведске, Естерсунд, након што га је њихов енглески тренер, Грахам Потер, примијетио док је био у домовини да гледа Дејвида Акама, који је такође тренирао са најк академијом у то вријеме. Клуб је обезбиједио пласман у Другу лигу, али је након сезоне 2013, Мун одлучио на се врати у Јужну Кореју. Ипак, прије почетка сезоне 2014, вратио се у Естерсунд и потписао опет уговор са клубом. Након те сезоне, добио је награду за фудбалера године, због добрих партија.

### Јургорден
На дан 17. јула 2015, Мун је потписао уговор са Јургорденом. Клуб је првобитно планирао да га доведе на почетку лиге 2016, али након повреде њиховог крилног нападача Хариса Радетинца, одлучили су да доведу Муна на позајмицу, са мпогућнпшћу откупа на крају сезоне. Током позајмице дао је један гол за клуб, док је један гол постигао и након откупа уговора.
Након истека уговора, 26. новембра 2016. године, напустио је клуб и вратио се у Јужну Кореју, у Инчон јунајтед.

### Инчон јунајтед
Прву утакмицу за Инчон одиграо је 18. марта 2017, против Џонбука. Прве сезоне одиграо је 26 утакмица и постигао је два гола, оба против Сувона, у ремију 3:3. На другој утакмици у сезони 2018, постигао је два гола у побједи 3:2 над Џонбуком; два гола је постигао и у поразу 3:2 од Гјонгнама и у ремију 3:3, на гостовању Џонбуку 7. јула 2018.

## Репрезентативна каријера
Мун је позван на припреме за Свјетско првенство 2018. За репрезентацију Јужне Кореје дебитовао је 28. маја 2018, на пријатељској утакмици против Хондураса, постигао је гол у побједи 2:0. На утакмици против Босне и Херцеговине ушао је игру у 81. минуту; док је у последњој припремној утакмици пред првенство, против Боливије, играо у првом полувремену. Изборио се за мјесто у тиму и нашао се на списку играча за Свјетско првенство 2018. Наступио је на двије утакмице, против Мексика, гдје су изгубили 2:1, Мун је играо до 77 минута; као и на последњој утакмици групне фазе, против Њемачке, гдје је Кореја славила 2:0, Мун је играо до 69. минута и добио је жути картон.